# ولبة
وَلْبَة أو أونبة (بالإسبانية: Huelva) هي مدينة تقع في جنوب غرب إسبانيا، وعاصمة مقاطعة ولبة في منطقة أندلوسيا. تقع على ساحل خليج قادس في المحيط الأطلسي، عند التقاء نهري وديال ولبلة. تقع المدينة بالقرب من البرتغال من جهة الغرب، وتحدها من الشمال منطقة إكستـريمادورا، وإشبيلية من الشرق، وقادس من الجنوب. يعتمد اقتصاد ولبة على الزراعة والتعدين.

## أصل التسمية
من اللاتينية: أُونُوبَا، من الفينيقية: أُونُوسْ، كانت المدينة تعرف بـ«أَوْنَبَة»، ثم «وَانِبَة»، ف«وَلْبَة» في فترة الحكم العربي. وهي حاليًا بالإسبانية: Huelva.

## الديموغرافيا
بلغ عدد سكان مدينة مدينة 142.532 نسمة عام 2023 (وفقاً للمعهد الوطني الإسباني للإحصاء).
| 140.675 | 140.583 | 140.862 | 145.150 | 146.173 | 148.806 | 148.918 | 142.532 |

## معرض صور

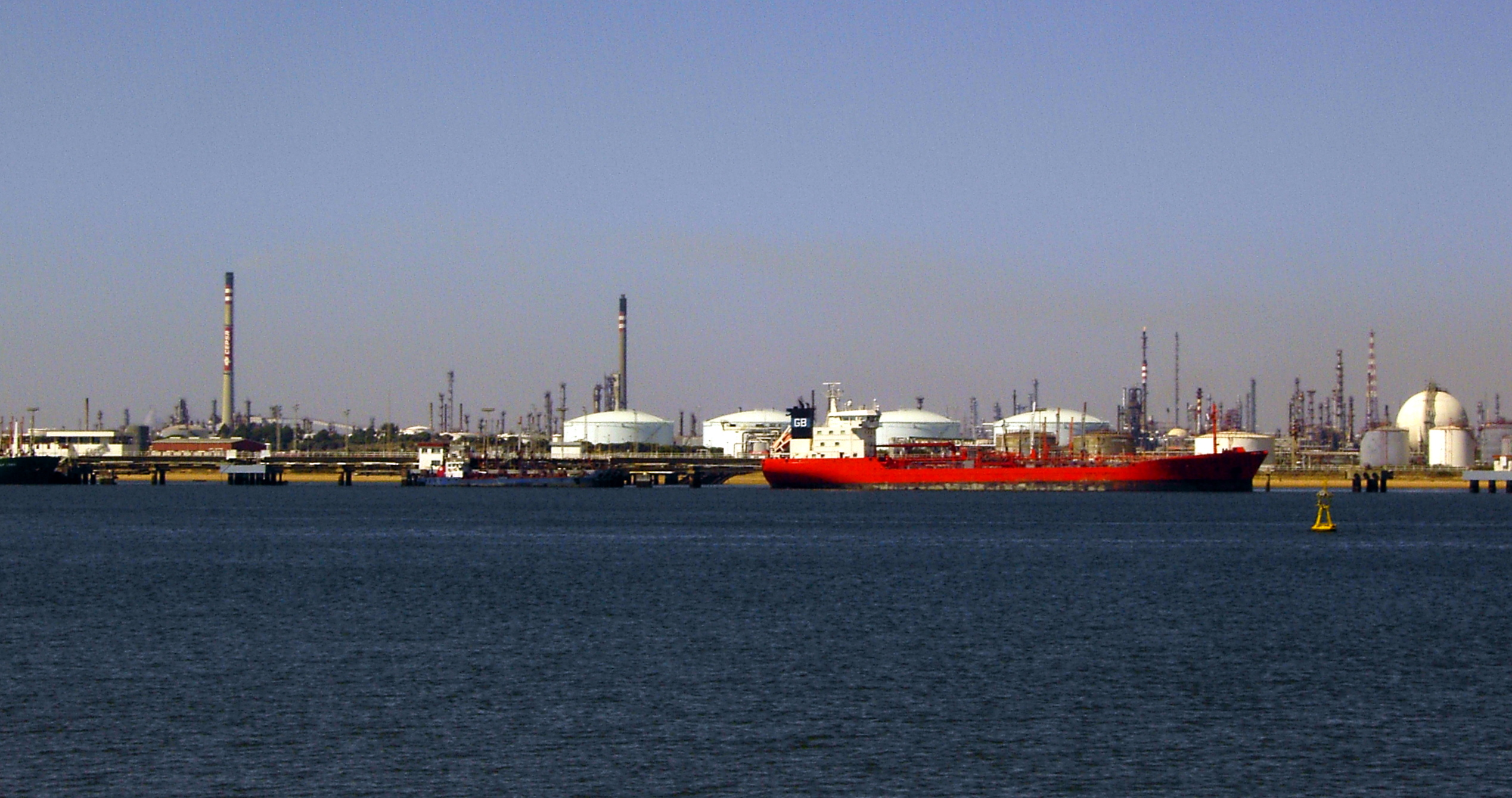
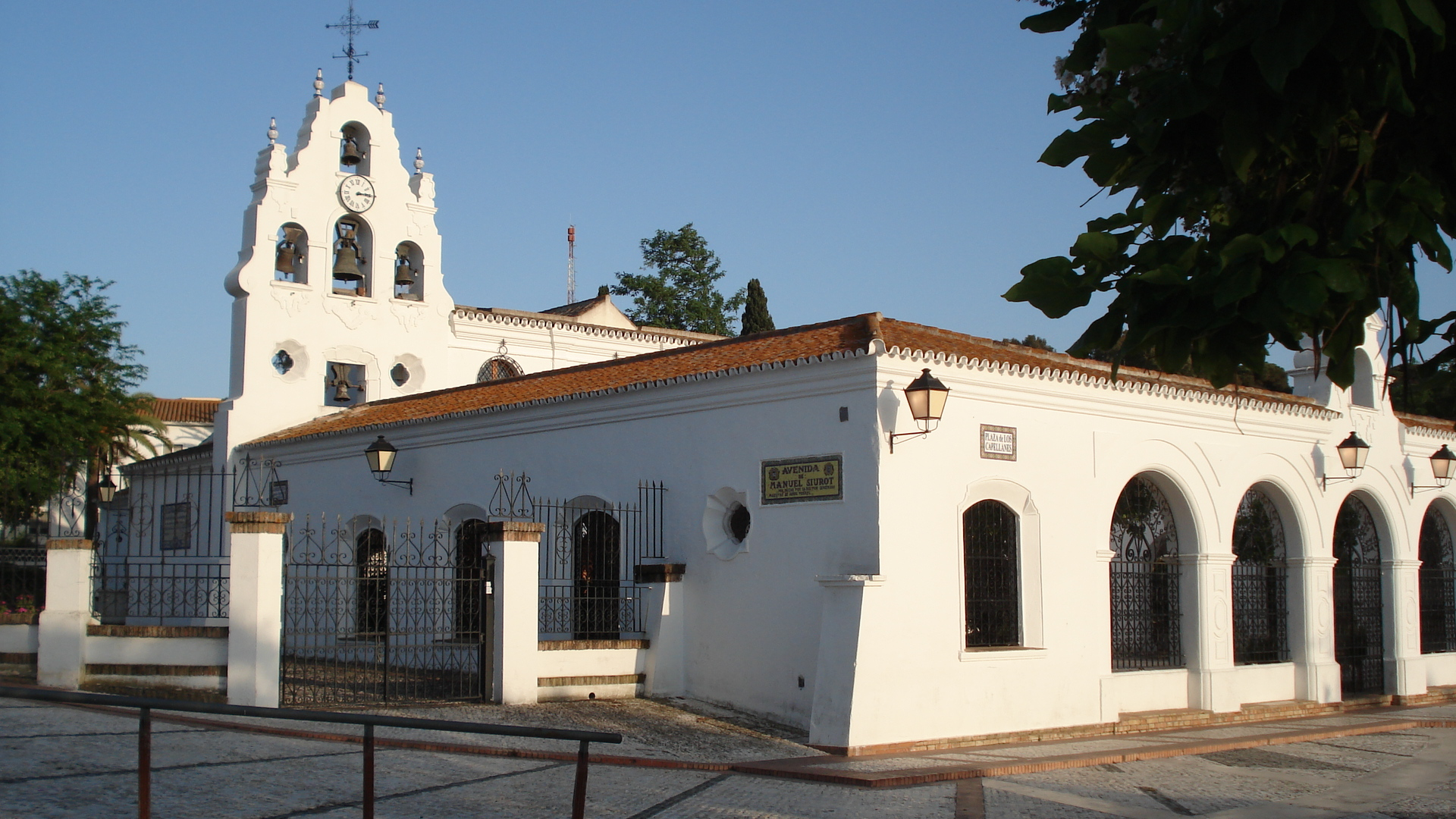
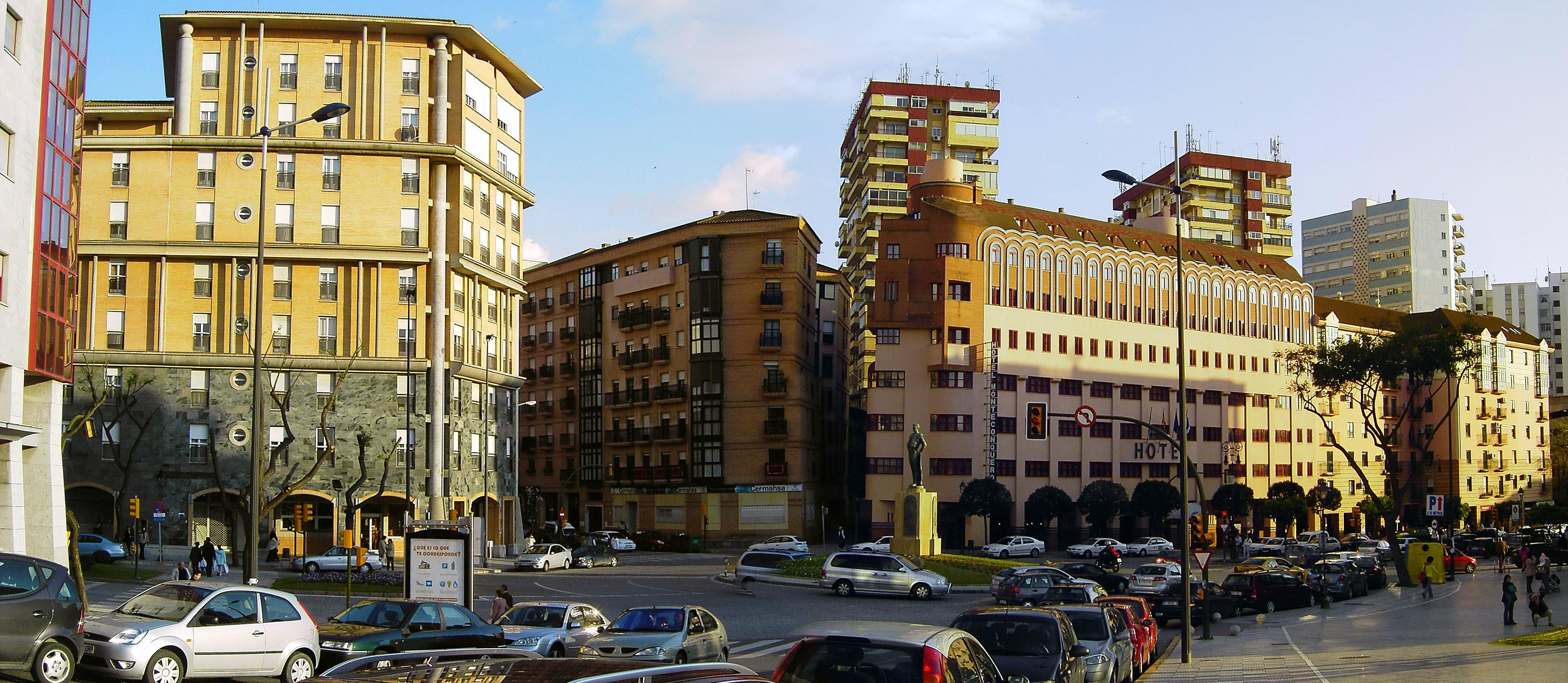
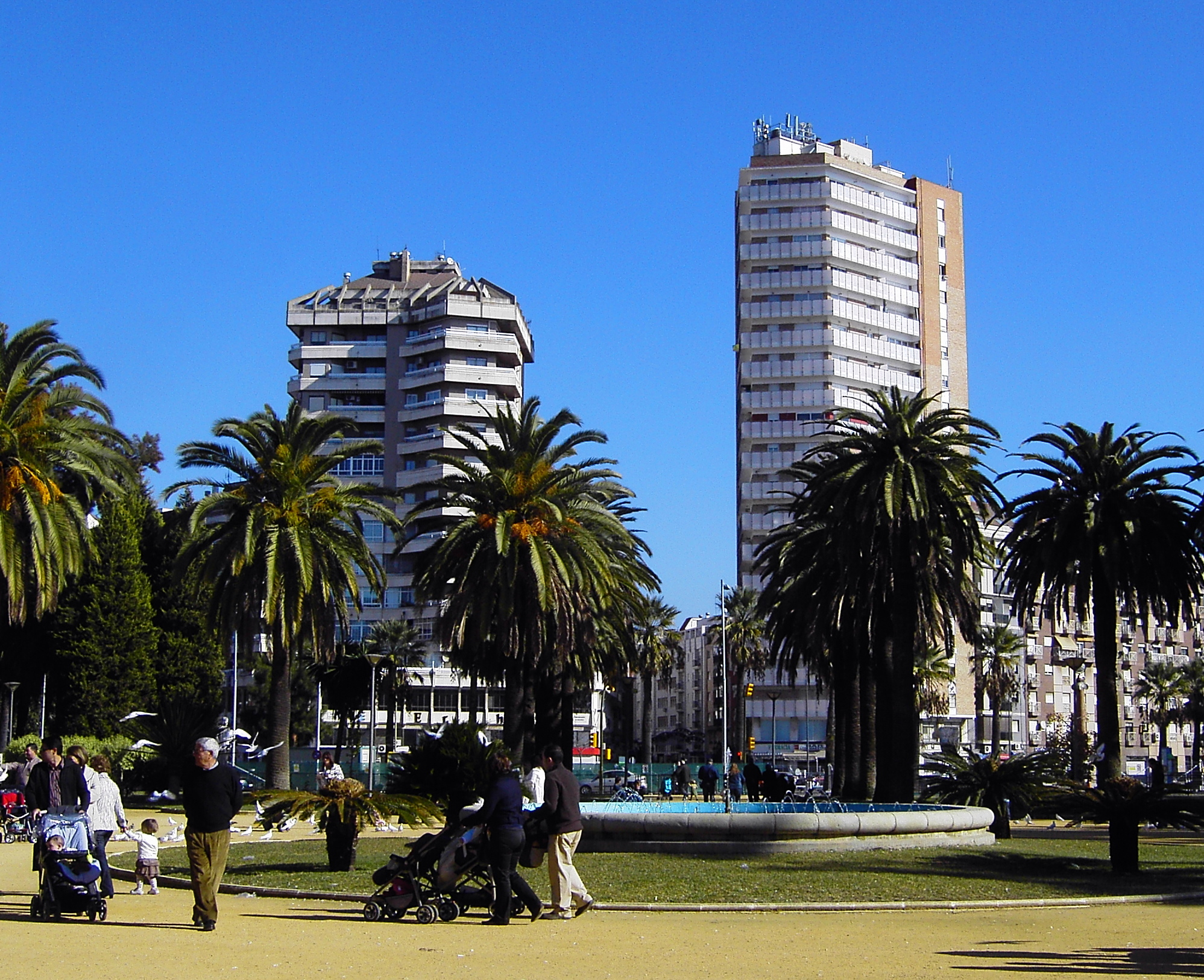

## توأمة
لولبة اتفاقيات توأمة مع كل من:
- هيوستن
- فارو
- قادس

## أعلام
- ابن حزم الأندلسي
- أنطونيو ليون أورتيغا
- كريستوبال أكوستا
- كارولاينا مارين
- ميغيل أنخيل مارتين
- جوانما
- مانويل أورتيز توريبيو
- أبو عبيد الله البكري